# Dracunculus
Dracunculus é um género botânico da família das aráceas.

## Espécies
| - Dracunculus canariensis - Dracunculus vulgaris |